# 야디스
야디스(Yadis)는 야디스 ID에 연결되는 오픈아이디, OAuth, XDI 등의 서비스 검색을 위한 통신 프로토콜이다. 디지털 정체성 서비스를 검색하기 위해 고안된 것이긴 하지만 야디스는 이러한 목적에만 국한되지는 않는다. 기타 서비스들을 쉽게 포함시킬 수 있다.
야디스 ID는 전통적인 URL이나 더 새로운 XRI인 i-name일 수 있으며 여기서 i-name은 URL로 변환되어야 한다. 즉, 야디스 URL은 야디스 ID(URL인 경우)이거나 XRI i-name의 변환된 URL이라는 의미이다.

## XRDS 문서
```
<?xml version="1.0" encoding="UTF-8"?>

<xrds:XRDS
 
xmlns:xrds=
"xri://$xrds"
 
xmlns=
"xri://$xrd*($v*2.0)"

xmlns:openid=
"http://openid.net/xmlns/1.0"
>

  
<XRD>

    
<Service
 
priority=
"50"
>

      
<Type>
http://openid.net/signon/1.0
</Type>

      
<URI>
http://www.myopenid.com/server
</URI>

      
<openid:Delegate>
http://smoker.myopenid.com/
</openid:Delegate>

    
</Service>

    
<Service
 
priority=
"10"
>

      
<Type>
http://openid.net/signon/1.0
</Type>

      
<URI>
http://www.livejournal.com/openid/server.bml
</URI>

      
<openid:Delegate>
http://www.livejournal.com/users/frank/
</openid:Delegate>

    
</Service>

    
<Service
 
priority=
"20"
>

      
<Type>
http://lid.netmesh.org/sso/2.0
</Type>

      
<URI>
http://mylid.net/liddemouser
</URI>

    
</Service>

    
<Service>

      
<Type>
http://lid.netmesh.org/sso/1.0
</Type>

    
</Service>

  
</XRD>

</xrds:XRDS>

```

## 같이 보기
- 윈도우 카드스페이스
- 오픈아이디
- I-name
- XRI